# دولوت (واشینگتن)
دولوت (به انگلیسی: Duluth) یک منطقهٔ مسکونی در ایالات متحده آمریکا است که در شهرستان کلارک، واشینگتن واقع شده‌است. دولوت ۱۵٫۵ کیلومتر مربع مساحت و ۱٬۵۴۴ نفر جمعیت دارد و ۸۵٫۶۵ متر بالاتر از سطح دریا واقع شده‌است.